# رستم دوم

برای نخستین بار بر سکه‌های رستم دوم عبارت «علی ولی‌الله» ضرب شد.

رستم دوم دوازدهمین حاکم از سلسله باوند از ۹۶۴ تا ۹۷۹ میلادی بود. او برادر و جانشین شهریار دوم بود.
رستم فرزند شروین دوم بوده‌است. در ۹۶۴ شهریار به دلیل حمایت از سیاست‌های طرفدارانه‌اش از زیاریان توسط برادرش رستم که حامی خاندان بویه‌ای بود، خلع شد. رستم اولین اسپهبد باوند است که به مذهب تشیع گروید. شهریار بعدها سعی کرد تا تاج و تخت باوند را به کمک مهاجمان به طبرستان و ارتشی سامانی در ۹۶۸ بازپس گیرد، اما فایده‌ای نداشت. رستم در سال ۹۷۹ درگذشت و پسر او مرزبان بن رستم بر جایش نشست.